# 比克瑙
比克瑙（德語：Birkenau，發音：[ˈbɪʁkənaʊ]）是德国黑森州达姆施塔特行政区贝格施特拉瑟县的市镇，面积24.54平方千米，2023年12月31日人口为9,992人。